# Hydropsyche peristerica
Hydropsyche peristerica là một loài Trichoptera trong họ Hydropsychidae. Chúng phân bố ở miền Cổ bắc.